# Mascarpone

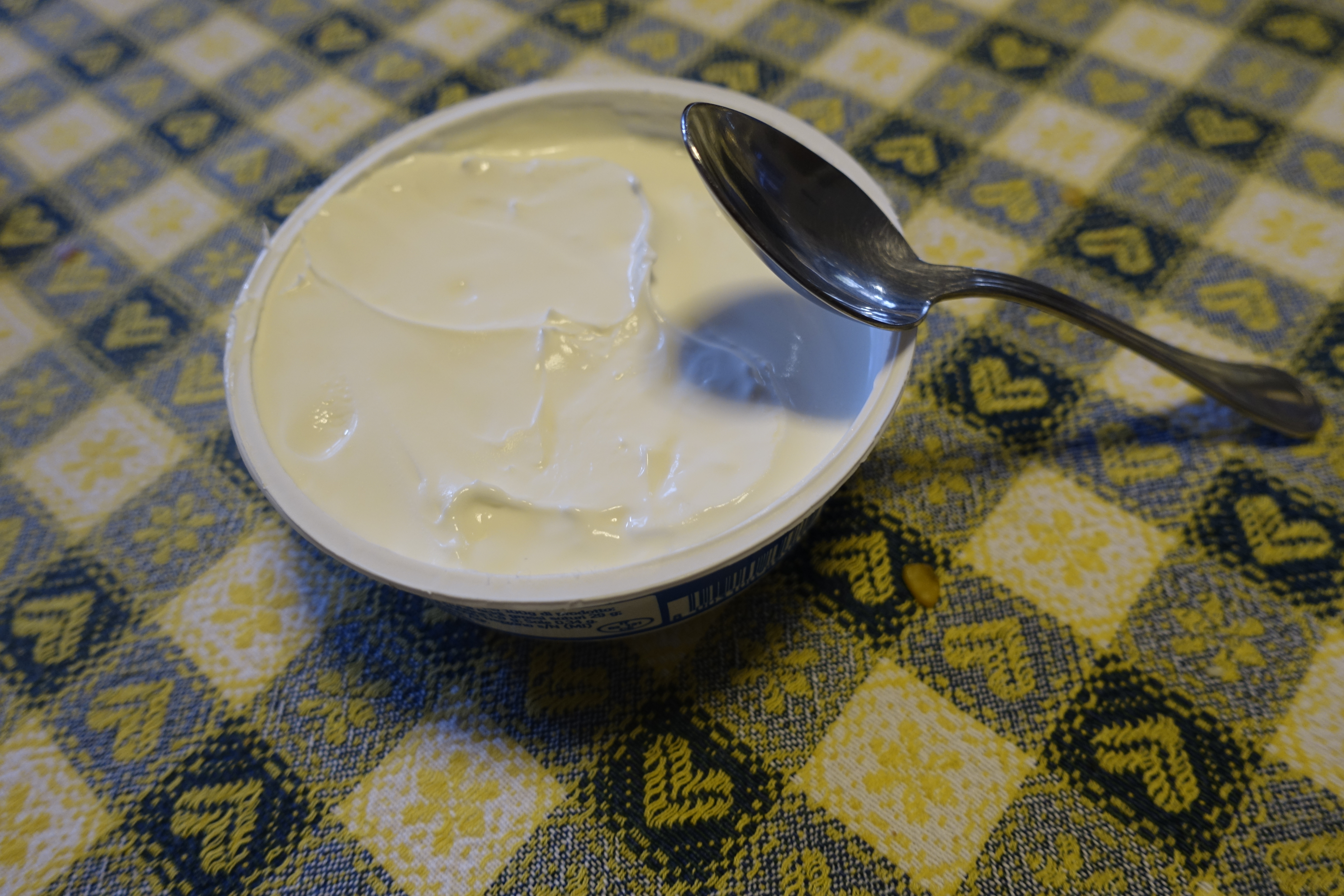
Mascarpone

Mascarpone ist ein milder, cremiger Doppelrahm-Frischkäse mit einem Fettgehalt von 80 % i. Tr. Er wird aus Rahm hergestellt, der mit Zitronen-, Wein- oder Essigsäure dickgelegt wird. Mascarpone dient unter anderem als Zutat für Süßspeisen (z. B. Tiramisu) und Tortenfüllungen.
Mascarpone ist relativ schnell verderblich, weshalb er früher vor allem im Winter hergestellt wurde. Da er leicht Fremdgerüche annimmt, sollte er gut verschlossen aufbewahrt werden.

## Name und Herkunft
Ursprünglich stammt das Erzeugnis aus dem lombardischen Lodi, wo Mascherpa [mas’kɛrpa] oder auch Mascarpia die Dialektbezeichnung für Rahm ist. Heute stellen ihn Molkereien in ganz Italien und auch in anderen Ländern her.
Um Konflikte aufgrund der vermeintlich geschützten Bezeichnung Mascarpone zu umgehen, wurde in Deutschland hergestellter Mascarpone als „Frischkäse nach italienischer Art“ vermarktet und kam als einheimisches Erzeugnis in Österreich als Mascarino in den Handel bzw. wird dort im Lebensmittelbuch auch „Rahmschotten“ genannt. Eine fettarme Version des Mascarino wird mit dem Zusatz light gekennzeichnet.
Mascarpone ist jedoch kein Lebensmittel mit einer geschützten Ursprungsbezeichnung („g.U.“) oder mit geschützter geografischer Angabe („g.g.A.“). Er darf daher überall produziert und unter der Bezeichnung Mascarpone vertrieben werden.

## Herstellung
Zur Herstellung wird Sahne auf eine Temperatur von 90 °C erhitzt und durch Zugabe von Zitronen-, Wein- oder Essigsäure dickgelegt. Der Bruch wird durch Abseihen von der Molke getrennt. Vor der Abfüllung wird die Mascarpone-Masse meist noch homogenisiert.

## Verwendung
Das bekannteste Dessert, das mit Mascarpone hergestellt wird, ist Tiramisu. Dabei wird eine Mascarpone-Creme abwechselnd mit getränkten Löffelbiskuits geschichtet und gut gekühlt.
Eine spezielle mild-cremige Form des Gorgonzola-Käses wird als Torte mit abwechselnden Schichten von Gorgonzola und Mascarpone gehandelt, einer der Handelsnamen dafür ist Torta San Gaudenzio.